# Roy Orbison
Roy Kelton Orbison (Vernon, Texas, 23 d'abril de 1936 − Hendersonville, Tennessee, 6 de desembre de 1988), anomenat "The Big O" (també va utilitzar el pseudònim "Lefty Wilbury" durant la seva participació en els Traveling Wilburys), va ser un influent cantant i compositor estatunidenc i un pioner del rock and roll, la seva carrera es va estendre al llarg de més de quatre dècades. Cap a mitjans dels seixanta, Orbison va ser internacionalment reconegut per les seves balades sobre amors perduts, per les seves melodies rítmicament avançades, el seu rang vocal de tres octaves, les seves característiques ulleres fosques i un ocasional ús del falset, tipificat en cançons com "Only the Lonely", "Oh, Pretty Woman" i "Crying". El 1988 va ser situat pòstumament a la Songwriters Hall of Fame.
Pel que fa a la seva aparença, Orbison no era albí ni gairebé cec, encara que a causa del patiment des de la infància d'una combinació d'hipermetropia, astigmatisme sever, presbícia, anisometropia i estrabisme, havia de portar ulleres especials. En qualsevol cas, l'ús de les seves peculiars ulleres de sol va ser fruit d'un accident al començament de la seva carrera: després d'oblidar les seves ulleres habituals en un avió, es va veure obligat a usar les de sol, que també tenia graduades, per actuar amb desimboltura sobre l'escenari on havia d'actuar. Va portar aquestes ulleres durant la seva gira amb The Beatles i després les adoptaria per sempre.

## Primers anys

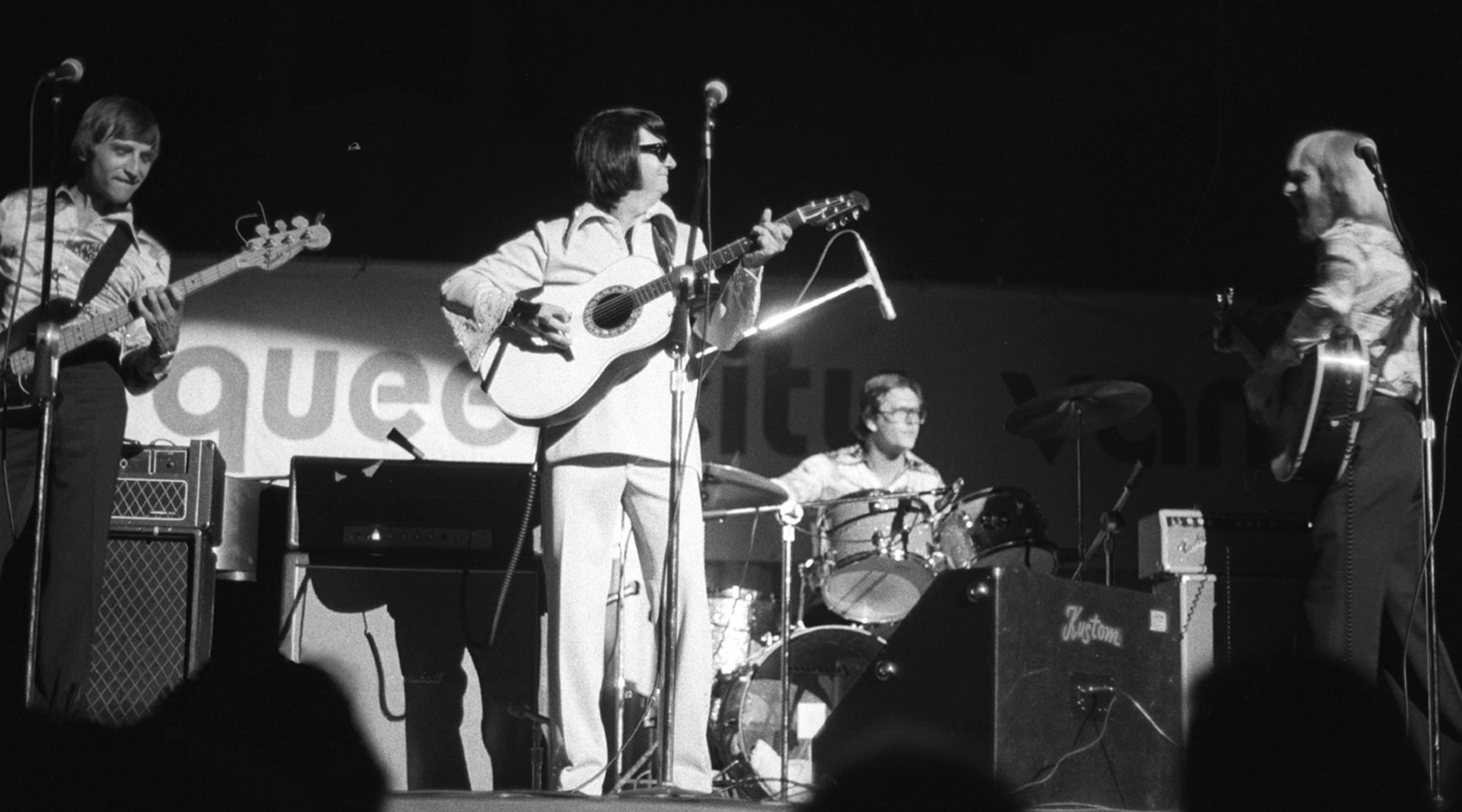
Roy Orbison al centre de la imatge vestit de blanc

Orbison va néixer a Vernon, Texas, com a segon fill de Nadine i Orbi Lee. Després de traslladar-se a Fort Worth cap a 1943 per trobar feina a les fàbriques de municions i material aeri a ple rendiment per la Segona Guerra Mundial, la família es va traslladar de nou cap a finals del 1946 a una petita ciutat dedicada al petroli, Wink. La música va ser part important de la seva vida familiar.
El 1949, als 13 anys, va organitzar el seu primer grup musical, The Wink Westerners, en la que no cantava, en ella tocava la guitarra i escrivia cançons. El grup apareixia cada setmana en una emissora de ràdio, Kerber, de Kermit, Texas. Orbison es va graduar a la Wink High School el 1954. Va estudiar al North Texas State College a Denton, Texas durant un any, i es va matricular a l'Odessa Junior College el 1955 per estudiar història i anglès. Els Wink Westerners van tenir força èxit a la televisió local, van actuar trenta minuts per setmana a la KMID i després a la kosa. Un dels convidats a la seva actuació va ser Johnny Cash, que els facilitaria la signatura d'un contracte amb el seu productor, Sam Phillips, de Sun Records. Rebatejar el grup com The Teen Kings i Orbison va abandonar el college el 1956, determinat a fer de la música una ocupació seriosa.
Moltes de les primeres cançons que va gravar van ser produïdes per Sam Phillips, que a més de a Cash, també produïa a Jerry Lee Lewis, Carl Perkins i Elvis Presley. Orbison va aconseguir el seu primer èxit comercial al juny de 1956 amb "Ooby Dooby", una cançó escrita per uns amics de Orbison al college. La seva cançó "Claudette", anomenada així per la seva primera dona, va ser gravada pels Everly Brothers com la cara-b del seu primer número I, "All I Have To Do Is Dream". No obstant això, els sons rockabilly i blues dels artistes de Sun no van proporcionar a Orbison massa èxit i la seva carrera va semblar estancar-se, tot i que els fans de la música rockabilly tenen les seves gravacions d'aquest estil com entre les millors mai fetes. Durant un temps, va treballar en Acuff-Rose Music a Nashville, Tennessee com a compositor, i després va aconseguir un contracte amb la RCA, però aviat Chet Atkins el va enviar a Fred Foster, propietari de Monument Records, amb qui va signar després de finalitzar el seu contracte amb RCA el 1959.

## Triomf i declivi
En Monument Records, Foster el va animar a trencar amb el seu estil establert. Sota la seva guia, va començar a escriure les seves pròpies cançons sol o en col·laboració amb Joe Melson i, més tard, amb Bill Dees, desenvolupant la seva característica veu operística, i creant un so inaudit en el rock and roll de l'època. La seva primera gravació, "Uptown", va ser un èxit moderat. Amb la realització de "Only the Lonely" i la seva immediata arribada al més alt de les llistes d'èxits (2 als Estats Units, 1 al Regne Unit), es va convertir en una estrella internacional. El seu següent senzill, "Running Scared" es va convertir al número 1 als Estats Units. Al llarg de la seva estada a Monument Records, els seus instrumentistes van ser un grup de músics d'estudi excepcionals liderats per Bob Moore. La combinació de la veu de Orbison amb el dinàmic i harmoniós so de la banda va donar a les gravacions de Orbison un so únic i perfectament identificable.
Una poderosa influència sobre contemporanis com ara The Rolling Stones, el 1963, Roy Orbison va encapçalar una gira europea amb The Beatles, convertint-se en amic de la banda, en particular de John Lennon i George Harrison. Orbison gravaria més tard amb Harrison com a part dels Traveling Wilburys. Durant aquesta gira europea, un impressionat Orbison va animar a The Beatles a anar als Estats Units. Quan finalment es van decidir a això, li van demanar a Orbison que dirigís la gira però els seus propis compromisos van impedir-ho.
A diferència de molts artistes, Orbison va mantenir el seu èxit en produir-se la British Invasion als Estats Units en 1964. El seu senzill "Oh, Pretty Woman" va trencar l'hegemonia de The Beatles en el top 10, arribant al número 1 a les llistes Billboard. La gravació va vendre més còpies en els seus primers deu dies de venda que cap altre disc de 45 rpm fins aquell moment i seguiria venent fins a arribar a més de set milions de còpies. Anys després, la cançó seria part de la banda sonora de la pel·lícula Pretty Woman, que va llançar a la fama a Julia Roberts.
Va realitzar una gira amb The Beach Boys el 1964, i amb The Rolling Stones a Austràlia el 1965. Va tenir gran èxit a Anglaterra, aconseguint tres números 1 i sent votat diverses vegades com el millor cantant masculí de l'any.
Orbison va signar contracte amb MGM Records el 1965, i va participar en la pel·lícula de la Metro The Fastest Guitar Alive, barreja de musical i de pel·lícula de l'oest, en la qual va interpretar diverses cançons del disc del mateix nom. A causa dels canvis del gust musical no va aconseguir cap èxit als Estats Units després de 1967. Va seguir sent popular, però no tornaria a dalt fins als anys vuitanta.
Va tenir problemes en la seva vida personal: mort de la seva primera dona Claudette (Frady) en un accident de moto el 6 de juny de 1966; el setembre de 1968 la casa familiar al llac Old Hickory a Hendersonville, Tennessee va ser arrasada per un incendi mentre Orbison estava de gira a Anglaterra. Dos dels seus tres fills, Roy Dewayne (n. 1958) i Anthony King (n. 1962), van morir a conseqüència del foc. El seu fill més petit, Wesley, de tres anys, va ser salvat pels pares de Orbison. Va conèixer a la seva segona dona Barbara l'agost de 1968 a Batley, Anglaterra. Es van casar a Nashville el 25 de maig del 1969.
Cançons que van tenir un èxit limitat a Amèrica del Nord, com ara "Penny Arcade" i "Working for the Man", serien números 1 a les llistes australianes, i "Too Soon to Know" va ser número 3 a Anglaterra. La seva popularitat es va estendre a Alemanya, i va gravar el seu gran èxit "Mama" en alemany. Els seus enregistraments van ser molt demandades en el mercat negre de les zones separades pel Teló d'Acer. A França, va ser reconegut com el mestre de la balada d'amors perduts en la línia del seu cantant més popular, Édith Piaf. Una versió de "Blue Bayou" cantada en francès per Mireille Mathieu va assolir el més alt de les llistes franceses. Els seus fans als Països Baixos van formar el seu club de fans més important en el món. Va continuar actuant a Irlanda, malgrat el terrorisme constant. Una versió de la balada popular "Danny Boy" en el seu disc del 1972 Memphis és considerada com una de les millors fetes d'aquesta cançó.
El seu contracte amb la MGM va finalitzar el 1973 i va signar llavors amb Mercury Records. El 1976 ho va fer amb Monument, però la seva carrera va decaure fins a finals dels vuitanta.

## Curiositats
- Tot i que va morir el 1988, en va augmentar inesperadament la popularitat a principis dels noranta, gràcies a la pel·lícula Pretty Woman, que tenia una de les seves cançons com a tema principal de la banda sonora i de la qual prenia el títol.
- "You got it" va ser el seu últim èxit.
- La seva imatge en els anys seixanta -caracteritzada per un peculiar tallat de cabells i per les ulleres de sol- va servir d'inspiració a l'escriptor Stan Lee i al dibuixant Steve Ditko -creadors de Spiderman- per posar rostre a un dels dolents més peculiars dels còmics de l'Home Aranya: el doctor Octopus.
- El 1982 Van Halen versionà el tema 'Oh, Pretty Woman' per a l'àlbum Diver Down.

La reconeguda banda irlandesa Westlife ha interpretat en diverses ocasions aquest mateix gran èxit seu.